# Cavallo mongolo
Il cavallo mongolo (mongolo: Адуу, aduu : "cavallo" o mori ; o come mandria, ado) è la razza equina nativa dell'Altopiano della Mongolia. Si presume che la razza sia rimasta in gran parte immutata dai tempi di Gengis Khan. I popoli nomadi che vivono secondo la tradizionale moda mongola detengono ancora più di 3 milioni di animali che superano in numero la popolazione umana del paese. In Mongolia, i cavalli vivono all'aperto tutto l'anno, affrontando temperature dai 30 °C (86 °F) in estate fino a −40 °C (−40 °F) in inverno, pascolando liberi in cerca di cibo. Il latte di cavalla viene trasformato nella bevanda nazionale, il airag. Alcuni animali vengono macellati per la carne. Oltre a questo, servono come cavalcature, sia per il lavoro quotidiano dei nomadi sia per le corse dei cavalli.
I cavalli mongoli furono un fattore chiave a sostegno delle conquiste dell'Impero mongolo nel XIII secolo.

## Descrizione

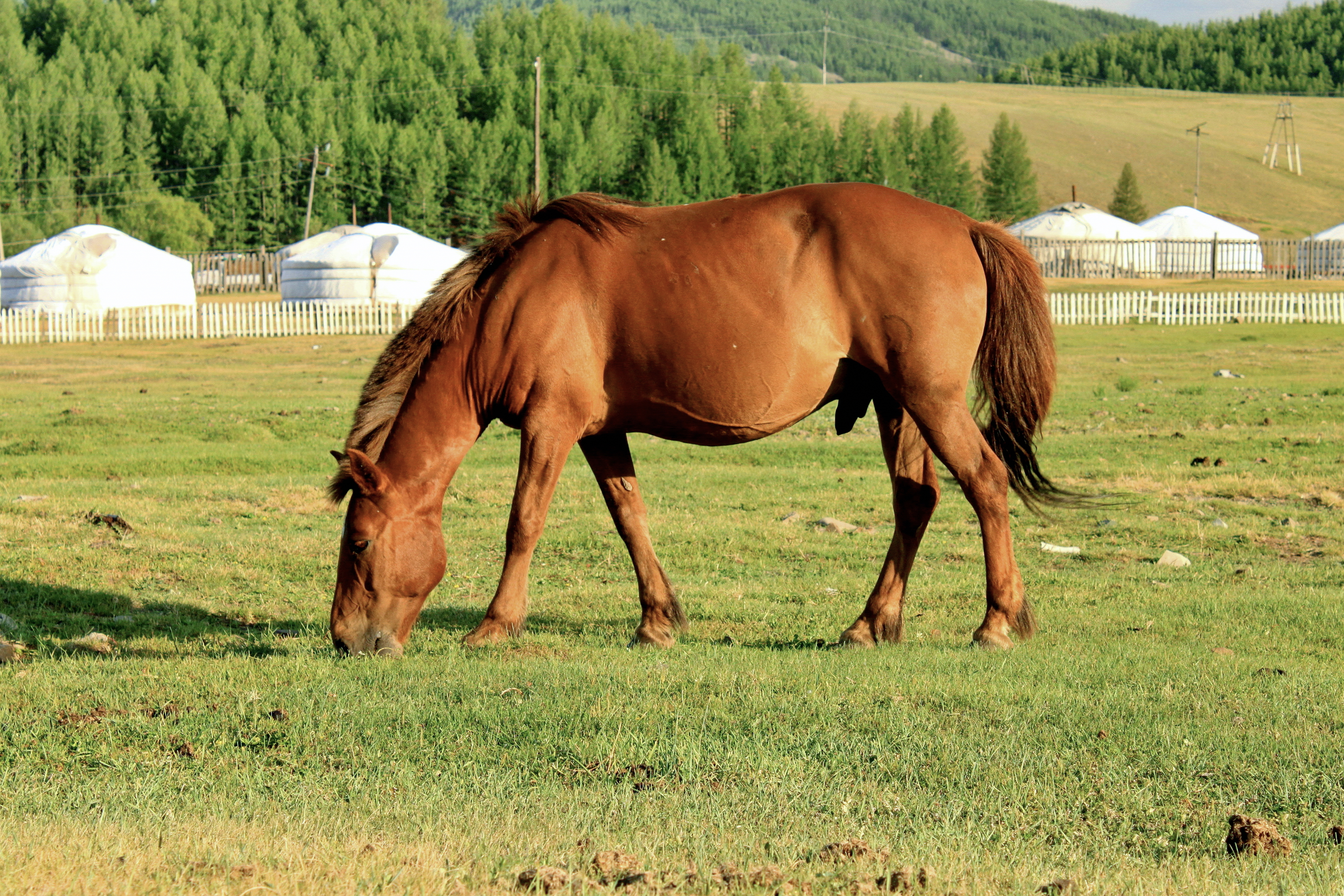
Un cavallo mongolo, corto e tozzo, pascola vicino alle tradizionali tende ger.

I cavalli mongoli sono di corporatura tozza, con gambe relativamente corte ma forti e una testa grande. Pesano 500–600 libbre (230–270 kg) e sono alti 12-14 palmi. La loro circonferenza esterna dell'osso di cannone è di circa 8 pollici (200 mm). Hanno una leggera somiglianza con il cavallo di Przewalski e una volta si credeva che provenissero da quella sottospecie, teoria smentita nel 2011 dai test genetici. La tesi che il Przewalski sia l'antenato del cavallo domestico è ancora oggetto di discussione, sebbene possa incrociarsi con cavalli domestici per ibridarsi e produrre prole fertile. Degli equini caballini, E. ferus, solo il Tarpan condivide l'ascendenza con il moderno cavallo domestico.
La criniera e la coda del cavallo mongolo sono molto lunghe. I loro fili sono spesso usati per intrecciare corde; i peli della coda possono essere usati per archi di violino. I cavalli mongoli hanno una grande resistenza; sebbene abbiano corpi piccoli, possono galoppare per 10 km senza sosta. Quando si traina un carro, una squadra di quattro cavalli mongoli può trainare un carico di 4 400 libbre (2 000 kg) per 50-60 km al giorno. Poiché ai cavalli è permesso vivere più o meno come i cavalli selvaggi, richiedono poca cura degli zoccoli che sono scalzi e non tagliati. I cavalli mongoli hanno zoccoli duri e forti e raramente hanno problemi ai piedi. Oltretutto, ci sono pochi maniscalchi in Mongolia. A volte, i cavalli sono marchiati.
I cavalli provenienti da diverse regioni della Mongolia hanno caratteristiche diverse. I cavalli del deserto hanno piedi più grandi della media «come i piedi di cammello» Quelli di montagna sono bassi e particolarmente forti. I cavalli delle steppe sono la varietà più alta e veloce e le province steppiche di Hėntij e Sùhbaatar sono ampiamente considerate le produttrici dei cavalli più veloci del paese. I cavalli Darkhad sono noti per la loro forza: un Darkhad pesante 250 chilogrammi (550 lb) può trasportare un carico di 300 chilogrammi (660 lb), l'equivalente di un altro cavallo sulla schiena. Alcune province mongole sono considerate più adatte all'allevamento di cavalli rispetto ad altre: le province della steppa orientale sono conosciute informalmente come le «provincie dei cavalli», mentre le province montuose settentrionali sono considerate «provincie delle mucche» sebbene vi si allevino anche cavalli.
Il mantello del cavallo mongolo è variegato. I diversi allevatori preferiscono diversi colori e selezionano di conseguenza gli animali. Il gruppo etnico Darkhad preferisce i cavalli bianchi, mentre i Nyamgavaa preferiscono i cavalli dun, baii o neri ed evitano gli animali di colore bianco. Alcuni cavalli sono allevati per le preferenze dei mercati esteri. Elizabeth Kendall, viaggiando attraverso la Mongolia meridionale nel 1911, rimase colpita «dal numero di pony bianchi e grigi e mi è stato detto che i cavalli vengono allevati principalmente per il mercato in Cina e questa è la preferenza cinese» e osservò che le mandrie della Mongolia settentrionale vicino a Tuerin sembravano consistere principalmente di cavalli neri e castani.
I mandriani allevano cavalli principalmente per colore e velocità, secondariamente per conformazione, disposizione e lignaggio. In Mongolia, la conformazione non è infatti così ricercata come in Occidente. Alcuni tratti sono comunque preferibili: quando cammina, un cavallo dovrebbe lasciare impronte posteriori che cadono sopra o all'esterno delle impronte anteriori; deve avere una testa grande, ossa spesse, un grosso fusto e gambe spesse; essere alto (ma non tanto da impedirne la sopravvivenza invernale); possedere un pelo spesso per resistere al freddo, avere una folta criniera e una coda, e un naso romano, importante perché si ritiene che i cavalli dalla faccia piatta abbiano difficoltà a pascolare.
Giovanni da Pian del Carpine fu uno dei primi occidentali a descrivere i cavalli mongoli durante la sua visita del paese negli anni 1245-1247 ed osservò che «non sono molto grandi di statura ma estremamente forti e mantenuti con poco cibo.»

## Etologia

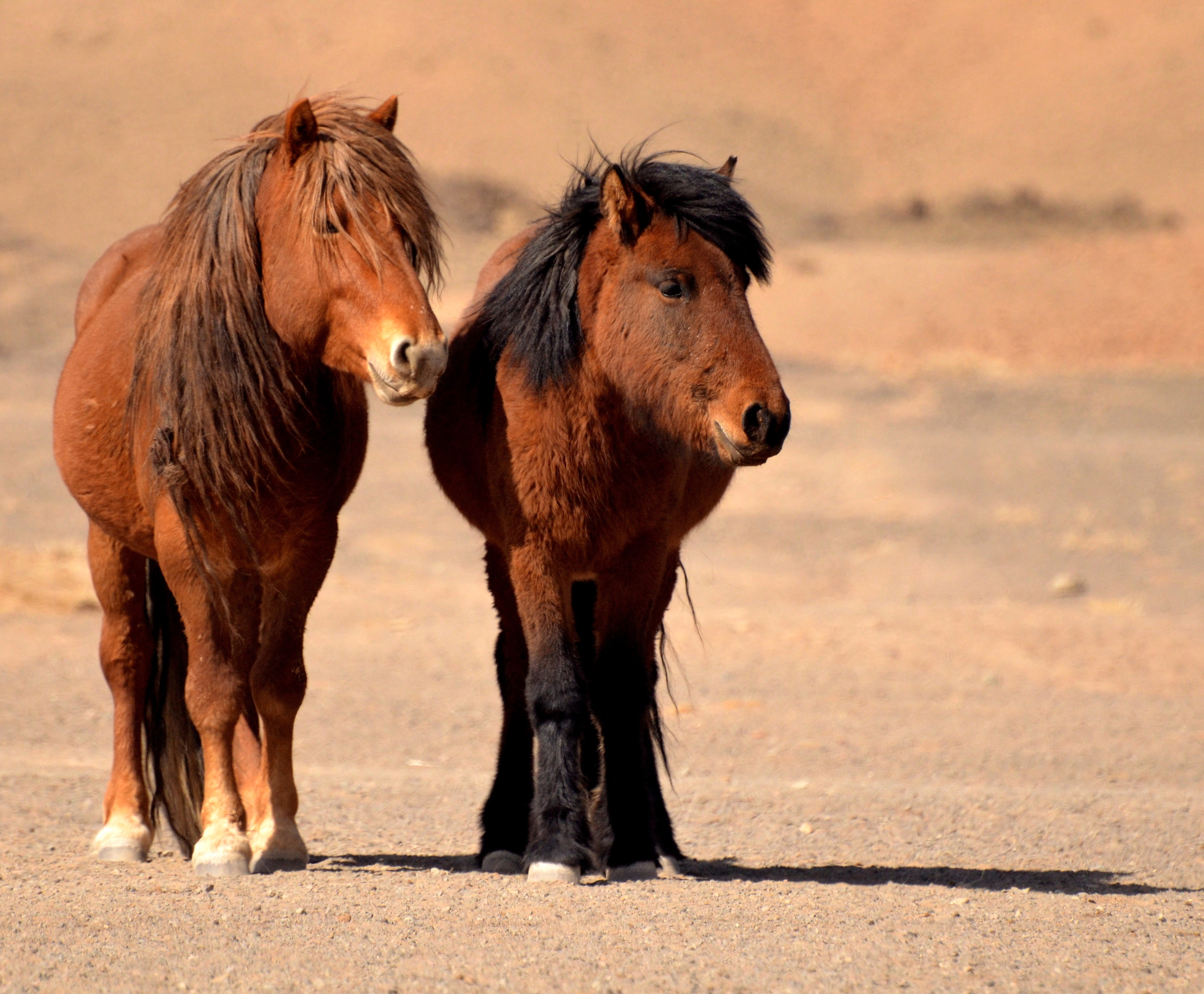
Due cavalli mongoli in cerca di acqua nel deserto del Gobi.

I cavalli mongoli sono frugali, robusti, un po' astuti e camminano sicuri su terreni accidentati. In Mongolia, la maggior parte dei cavalli vive in libertà e solo una piccolo parte è catturata e addestrata. La mandria di cavalli di un nomade s'aggira intorno all'abitazione della famiglia, pascolando tipicamente a diversi chilometri di distanza, libera di scegliere il pascolo con poca interferenza da parte dei proprietari. Possono scomparire per giorni e alla fine i proprietari vanno a cercarli. Quando un cavallo ha acquisito familiarità con il trasporto di un cavaliere, sarà calmo, amichevole e molto affidabile. Poiché la natura provvede così bene ai cavalli mongoli, costa poco o nulla allevarli. Sono una necessità pratica della vita quotidiana, in cui una parte consistente della popolazione vive ancora come nomade. I mandriani considerano i loro cavalli sia una forma di ricchezza sia uno strumento necessario della quotidianità per trasporto, cibo e bevande.
I cavalli in genere non mangiano altro che erba e richiedono pochissima acqua, caratteristica utile per la sopravvivenza in ambienti come il deserto del Gobi. Un cavallo mongolo può infatti bere solo una volta al giorno. In inverno, i cavalli mongoli scavano la neve per mangiare l'erba sottostante. Per l'acqua, mangiano la neve.
Durante l'inverno e l'inizio della primavera, i cavalli perdono circa il 30% del loro peso corporeo che devono recuperare durante l'estate e l'autunno per sopravvivere un altro anno. Durante gli inverni particolarmente rigidi, gli "zuds", i cavalli possono morire di fame o di freddo in massa e i pastori possono fare ben poco per salvarli, in tali condizioni. Il duro inverno 2009-2010 uccise 188.270 cavalli mongoli. Nonostante la loro vita in condizioni semi-selvatiche, la maggior parte dei cavalli vive fino a 20-40 anni.
Si ritiene che il cavallo sia stato addomesticato per la prima volta da qualche parte nella steppa eurasiatica. Non sono mai stati addomesticati tutti i cavalli in Mongolia in una volta; piuttosto, cavalli selvaggi e addomesticati coesistevano e si incrociavano, quindi il "vero" sangue selvaggio non esiste più nei cavalli mongoli di oggi. Tuttavia, sebbene non siano considerati veri cavalli selvaggi nello stesso senso del cavallo di Przewalski, alcuni selvaggi cavalli mongoli attraversano la steppa insieme ai loro parenti domestici. A differenza dei mustang che vagano per l'Occidente negli Stati Uniti, classificati come specie non autoctona, i cavalli mongoli vivono nello stesso modo e nello stesso luogo in cui i loro antenati hanno vissuto per centinaia di migliaia di anni. Di tanto in tanto, i nomadi catturano cavalli selvaggi da aggiungere alle loro mandrie.

## Storia
Si stima che la divisione tra il Przewalski ed il Tarpan sia avvenuta 120.000-240.000 anni fa, molto prima dell'addomesticamento. Si teorizza che il cavallo mongolo sia il ceppo fondatore di molte altre razze di cavalli d'Asia, tra cui il Tuviniano, l'Akhaltekin, lo Yunan, il cavallo giapponese e il Cheju. Un confronto tra cavalli mongoli, cavalli giapponesi e cavalli anglo-arabi purosangue ha rilevato che i mongoli avevano la più alta diversità genetica, con un'eterozigosi compresa tra 0,75 e 0,77. Rispetto ai bassi valori di eterozigosi per i purosangue inglese (0,461), gli arabi (0,478) e il Przewalski (0,474), la diversità genetica dei cavalli mongoli è eccezionale.
Un censimento del 1918 degli animali mongoli ha trovato 1.500.000 cavalli. Le origini della razza mongola sono difficili da determinare. I nomadi delle steppe dell'Asia centrale sono stati documentati come cavalli da sella dal 2000 a.C. I test hanno dimostrato che tra tutte le razze equine, i cavalli mongoli presentano la più grande varietà genetica, seguiti dai cavalli tuvani. Ciò indica che si tratta di una razza molto arcaica che soffre di poca selezione indotta dall'uomo. I dati indicano anche che molte altre razze discendono dai cavalli mongoli.

### Influssi in altre razze storiche
Giappone
È stato teorizzato che i cavalli mongoli siano il ceppo fondatore delle razze equine autoctone del Giappone. Si ritiene che razze come Misaki, Taishu, Tokara, Kiso, Yonaguni, Noma, Hokkaido e Miyako siano i discendenti di lontani antenati mongoli.
Nord Europa e Islanda
Le analisi genetiche hanno rivelato collegamenti tra il cavallo mongolo e le razze in Islanda, Scandinavia, Europa centrale e isole britanniche. Si ritiene che i cavalli mongoli siano stati originariamente importati dalla Russia da commercianti svedesi; questo ceppo mongolo importato divenne successivamente la base per il cavallo del fiordo norvegese e una varietà di altre razze scandinave, incluso il Nordland. Una di queste razze fu infine esportata in Islanda dai coloni, producendo il moderno cavallo islandese, che ha una forte somiglianza con il cavallo mongolo e vive più o meno allo stesso modo, foraggiando liberamente la terra durante tutte le stagioni. Anche le razze di pony Exmoor, Scottish Highland, Shetland e Connemara sono state trovate imparentate con il cavallo islandese, suggerendo che tutte queste razze nordeuropee avevano antenati che pascolavano nella steppa della Mongolia.

### Incroci recenti
Recentemente, gli allevatori hanno iniziato a importare costose razze di cavalli da corsa stranieri, come arabi e purosangue inglesi, con l'obiettivo di mescolarli ai ceppi nativi per produrre cavalli più veloci ma queste razze fragili non sono in grado di sopravvivere nella steppa come i cavalli mongoli: se lasciati senza riparo, inevitabilmente muoiono di freddo o di fame. Quindi, gli allevatori si sono concentrati sulla selezione di ibridi mongoli-stranieri con l'obiettivo di produrre un cavallo da corsa che abbia un quarto di sangue straniero e tre quarti di sangue mongolo, rapporto ritenuto adeguato per creare un cavallo abbastanza resistente da sopravvivere in Mongolia ma che combini la resistenza e resilienza del Mongolo con la velocità dello Straniero in una nuova razza con le migliori qualità di entrambi.
Uno degli svantaggi di allevare tali incroci è che lo stallone straniero è molto più grande della piccola giumenta mongola. Ciò si traduce in grandi puledri che possono essere difficili da partorire per le fattrici. Poiché le fattrici mongole in genere partoriscono da sole senza la supervisione umana, e raramente hanno problemi a farlo, gli allevatori hanno poca esperienza su come affrontare i problemi di parto che derivano dalle dimensioni dei puledri incrociati. Per ridurre tali problemi, una cavalla straniera potrebbe essere accoppiata con uno stallone nativo per ridurre la taglia del puledro ma ciò riduce il numero di puledri che possono essere prodotti ogni anno: in una stagione riproduttiva, uno stallone straniero può fecondare 10 fattrici autoctone e produrre 10 puledri incrociati ma una giumenta straniera può essere fecondata da uno stallone nativo solo una volta e produrre un puledro incrociato.

## Utilizzo

### Come cavalli da guerra

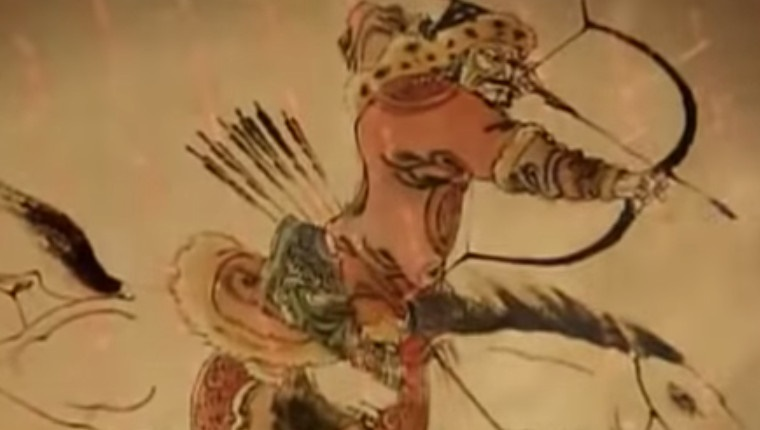
Soldato mongolo a cavallo, che prepara un tiro con l'arco a cavallo.

I cavalli mongoli sono meglio conosciuti per il loro ruolo di destrieri da guerra di Gengis Khan. Il soldato mongolo faceva affidamento sui suoi cavalli per procurarsi cibo, bevande, mezzi di trasporto, armature, scarpe, ornamenti, corde per archi, corde, fuoco, sport, musica, caccia, intrattenimento, potere spirituale e, in caso di morte, una cavalcatura per l'Aldilà. I cavalli mongoli erano eccellenti cavalli da guerra grazie alla loro robustezza, resistenza, autosufficienza e capacità di foraggiare da soli. Il loro principale svantaggio in guerra era la minor velocità rispetto alle razze che affrontava sul campo di battaglia. I soldati preferivano cavalcare cavalle in lattazione perché potevano usarle come animali da latte. In tempi di disperazione, tagliavano anche una vena minore nel collo del loro cavallo e drenavano un po' di sangue in una coppa. Lo bevevano "semplice" o mescolato con latte o acqua. Il cavallo di un guerriero mongolo arrivava al suo fischio e lo seguiva in giro, come un cane. Ogni guerriero portava con sé una piccola mandria di cavalli (3-5 in media, fino a 20) come rimonta, cambiando monta durante l'avanzata per tenere sempre un cavallo fresco.

### Corsa, guida e virata

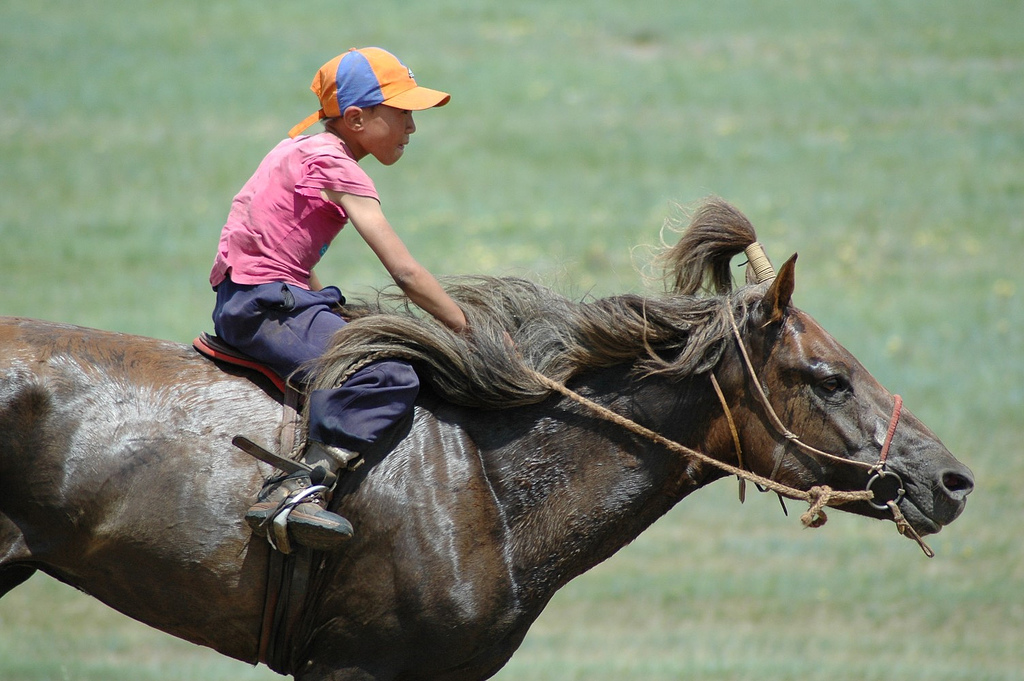
Corsa di bambini durante il Naadam. Come da tradizione, la parte frontale della criniera è raccolta in un ciuffo.

L'ippica è una delle "tre arti virili" (mgn. эрийн гурван наадам, Eriin gurvan naadam). Le corse di cavalli sono il secondo evento più popolare in Mongolia, dopo il wrestling tradizionale. Le gare mongole sono lunghe, fino a 30 km, e può coinvolgere migliaia di cavalli. I cavalli nativi hanno un'eccellente resistenza. Sebbene le razze straniere siano più veloci dei cavalli mongoli, di solito sono esauste alla fine della corsa, mentre i cavalli mongoli hanno ancora vento. Tuttavia, a volte i cavalli sono morti di sfinimento durante la corsa del Naadam.
In Mongolia, le corse sono uno sport popolare a cui partecipano tutti. Ogni famiglia seleziona il miglior cavallo della propria mandria e lo porta alla fiera per correre. Tuttavia, negli ultimi anni, l'introduzione di veloci incroci stranieri ha cambiato lo sport. Solo l'allevatore più ricco può permettersi di acquistare e allevare un misto purosangue/mongolo, e tali cavalli tendono a vincere le gare. Ciò ha portato a lamentele sul fatto che la gente comune non ha più possibilità di vincere e che le corse sono diventate la provincia dell'élite. Cavalli da corsa con un bambino in sella corrono al galoppo oltre i 35 anni km alla volta. I bambini sono usati al posto degli adulti perché sono più leggeri. I mongoli non si preoccupano tanto dell'abilità e dell'esperienza di un fantino quanto dell'abilità del cavallo.
I nomadi mongoli sono stati a lungo considerati alcuni dei migliori cavalieri del mondo. Durante il periodo di Gengis Khan, gli arcieri a cavallo mongoli erano in grado di compiere imprese come scivolare lungo il fianco dei loro cavalli per proteggere i loro corpi dalle frecce nemiche, mentre contemporaneamente tenevano gli archi sotto il mento dei cavalli e rispondevano al fuoco, il tutto al galoppo. L'educazione di un moderno cavaliere mongolo inizia nell'infanzia. I genitori mettono i loro figli su un cavallo e li tengono lì prima ancora che possano aggrapparsi senza assistenza. All'età di 6 anni, i bambini possono partecipare a gare; all'età di 10 anni, stanno imparando a creare la propria virata. Materiali come libri sull'addestramento dei cavalli o sulle cure mediche sono rari e usati raramente. Le informazioni vengono tramandate oralmente da genitore a figlio.

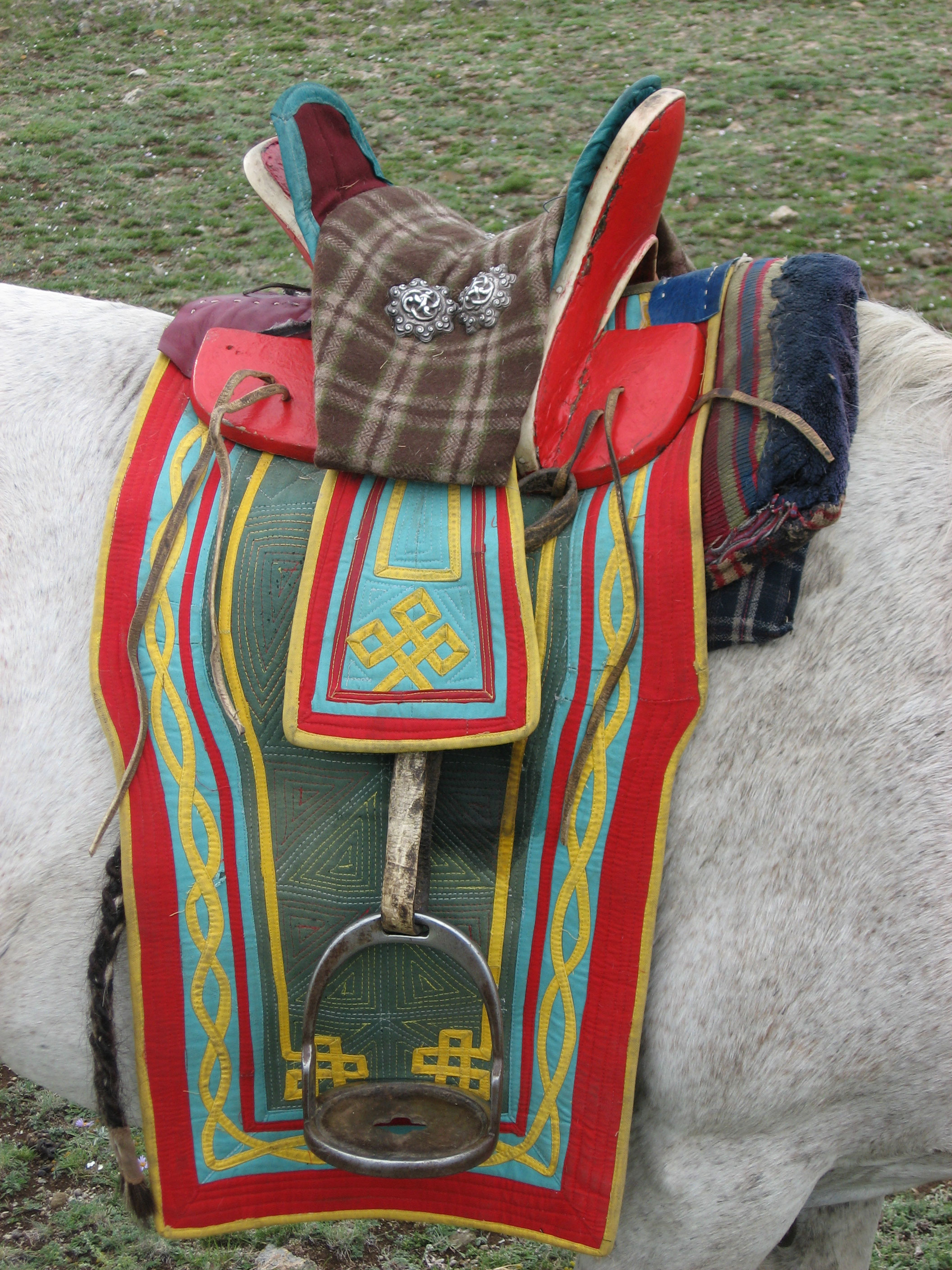
Sella mongola tradizionale, con staffe corte, pomo alto, paletta e distintivi dischi metallici.

Sono note una varietà di regole su come maneggiare finimenti e cavalli. Ad esempio, era tabù usare la frusta come sostegno o toccare una freccia sulla frusta; tali crimini erano punibili con la morte. Ai tempi di Gengis Khan, regole rigide dettavano il modo in cui i cavalli dovevano essere usati in campagna. Il Khan ordinò al suo generale Subedei: «Fai in modo che i tuoi uomini tengano la groppa sciolta sulle loro cavalcature e il morso della briglia fuori dalla bocca, tranne quando permetti loro di cacciare. In questo modo non potranno galoppare a loro capriccio [stancando inutilmente i cavalli]. Avendo stabilito queste regole, bada di afferrare e picchiare chiunque le infranga. [...] Chiunque [...] ignori questo decreto, tagliagli la testa dove si trova.»
I finimenti mongoli differiscono dai finimenti occidentali per essere realizzati quasi completamente in pelle grezza e per l'utilizzo di nodi invece di connettori metallici. Il design dei chiodi segue un approccio "taglia unica", con selle, cavezze e punte prodotte in un'unica taglia. La virata mongola è molto leggera rispetto alla virata occidentale. La moderna sella da equitazione mongola è alta, con telaio in legno e diversi dischi metallici decorati che risaltano ai lati. Ha un alto pomo e paletta e staffe corte. I cavalieri spesso stanno sulle staffe mentre cavalcano.
La sella mongola, sia medievale sia moderna, ha staffe corte piuttosto simili a quelle usate sui moderni cavalli da corsa. Il design delle staffe consente al cavaliere di controllare il cavallo con le gambe, lasciando le mani libere per compiti come il tiro con l'arco o tenere un palo.

### Contesto culturale

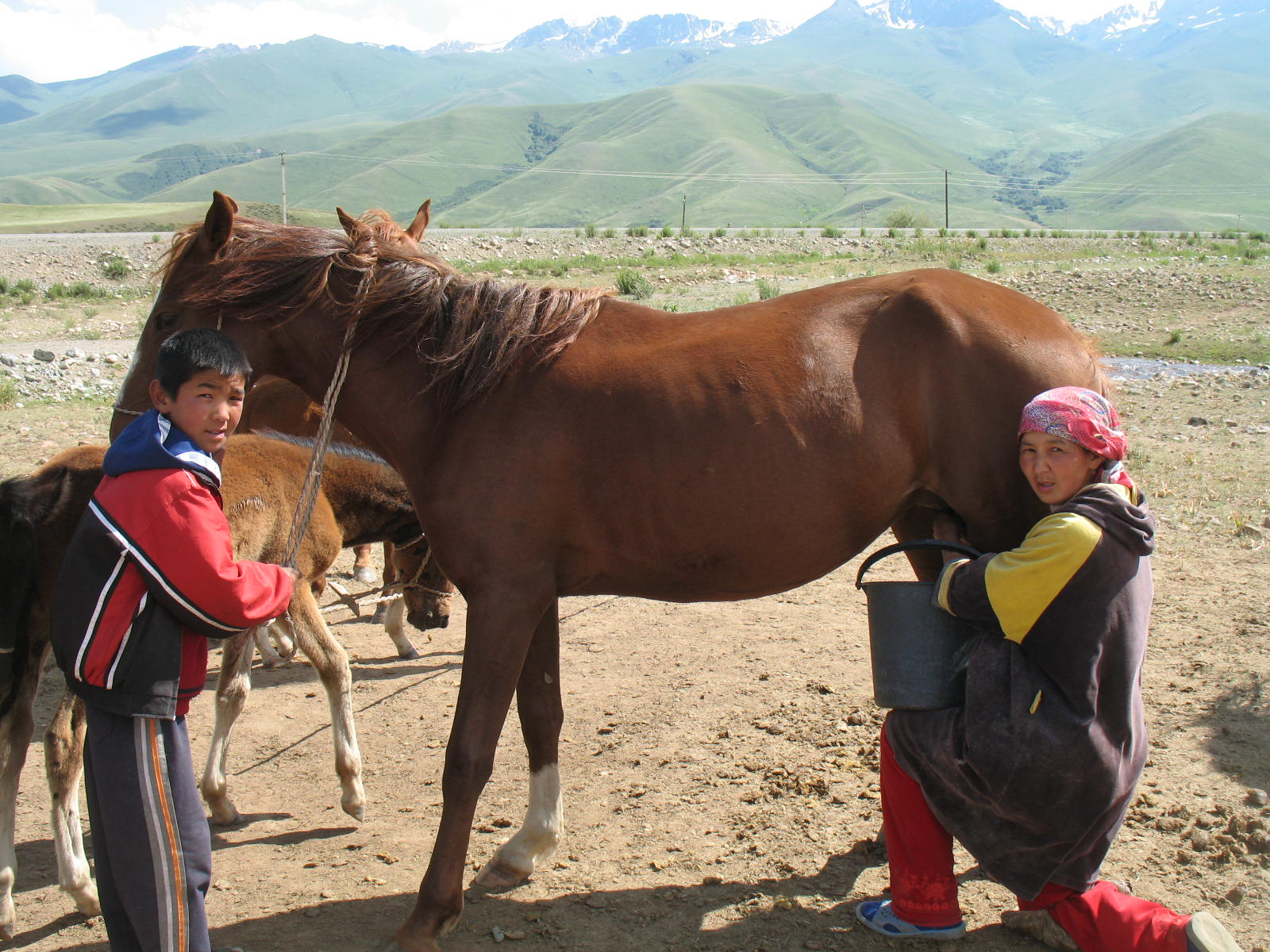
Una cavalla mongola viene munta a Suusamyr (Kirghizistan).

I mongoli hanno molte storie e canzoni sui cavalli. I cavalli leggendari includono magici destrieri volanti, amati cavalli che visitano nei sogni e un ricco corpus di folklore sui protagonisti equini. Il cavallo ha svolto a lungo un ruolo come animale sacro e i mongoli hanno una varietà di credenze spirituali che lo riguardano. Si ritiene che la criniera contenga lo spirito e la forza di un cavallo; per questo motivo la criniera degli stalloni viene sempre lasciata intatta. Il latte di cavalla è stato usato fin dall'antichità nelle cerimonie di purificazione, preghiera e benedizione. Nei tempi moderni, continua ad essere utilizzato in una varietà di cerimonie associate alle corse. Storicamente, i cavalli venivano sacrificati in occasioni speciali; 40 cavalli furono sacrificati al funerale di Gengis Khan. Quando un cavallo viene ucciso, possono essere seguiti vari rituali per onorare i resti. Si ritiene che i cavalli abbiano spiriti che possono aiutare o ferire il loro proprietario dopo la morte. Quando lo spirito di un cavallo defunto è soddisfatto, la mandria del proprietario fiorirà; in caso contrario, la mandria fallirà.
Dei cinque tipi di animali da gregge tipicamente riconosciuti in Mongolia (cavalli, cammelli, buoi/yak, pecore e capre), i cavalli godono del prestigio più alto. Un nomade con molti cavalli è considerato ricco. I mongoli non danno nomi ai loro cavalli; piuttosto, li identificano per colore, segni, cicatrici e marchi. Oltre 500 parole in lingua mongola descrivono i tratti dei cavalli.
I cavalli mongoli sono apprezzati per il loro latte, carne e capelli. In estate, le fattrici vengono munte sei volte al giorno, una volta ogni due ore. Una cavalla produce una media di 0,11 libbre (0,050 kg) di latte ogni volta, con una produzione annua di 662 libbre (300 kg) totali. Il latte viene utilizzato per produrre le onnipresenti bevande fermentate della Mongolia, airag e kumis. La carne di cavallo è considerata la carne più sana e deliziosa. Ogni cavallo mongolo da 600 libbre (270 kg) produce circa 240 chilogrammi (530 lb) di carne. I peli del cavallo possono essere utilizzati per una serie di prodotti, tra cui corde, corde di violino e una varietà di ornamenti. Lo sterco di cavallo viene utilizzato come combustibile da campo.